# Harry Pollitt
Harry Pollitt (1890-1960) fue el responsable del trabajo sindical del Partido Comunista de Gran Bretaña y, más tarde, secretario general del partido, cargo que ostentaría durante más de 20 años.

## Biografía

### Primeros años
Nacido el 22 de noviembre de 1890 en Droylsden (Lancashire), fue el segundo de los seis hijos del matrimonio formado por Samuel Pollitt (1863–1933), un ayudante de herrero, y Mary Louisa Charlesworth (1868–1939), una hiladora de algodón. Los padres de Pollitt eran socialistas y librepensadores, siendo su madre, miembro del Partido Laborista Independiente, quien le proveyó de los primeros principios y lo introdujo en los círculos socialistas locales. Ambos tuvieron una relación muy especial, teniendo Pollitt en su madre a una confidente y a un ejemplo de dignidad obrera ante la dificultad. 
Su propio sentido de la injusticia ante la pobreza familiar (tres de sus hermanos murieron siendo niños) fue fundamental para su fuerte identificación con la clase obrera, identificación que fue la base de su concepción política. A los 13 años abandonó la escuela. Fue vendedor de calderas y viajó a menudo por el país por su profesión.
En 1915, cuando vivía en Southampton, lideró una huelga local de caldereros.

### Líder sindical comunista
En 1919 Pollitt se involucró en la campaña 'Manos fuera de Rusia', que protestaba contra la intervención occidental en la Guerra Civil Rusa a favor de los contrarrevolucionarios. Al final de esta guerra se unió a la Federación Socialista Obrera de Sylvia Pankhurst, uno de los grupos que unos años después participaría en la fundación del Partido Comunista de Gran Bretaña. Pankhurst abandonaría pronto el partido, pero Pollitt permaneció. Estaba muy influido por el intelectual comunista Rajani Palme Dutt, con quien forjaría una alianza que duraría años. Entre 1924 y 1929, Pollitt fue secretario general del Movimiento de la Minoría, una corriente dentro de los sindicatos dirigida por los comunistas. 
En 1925 se casó con Marjory Edna Brewer, una maestra de escuela comunista doce años más joven que él, matrimonio del que nacerían una hija y un hijo, que seguiría las convicciones comunistas de su padre. Ese mismo año, Pollitt fue uno de los doce miembros del Partido Comunista juzgados por el Tribunal Criminal Central bajo la ley de Incitación al Motín, de 1797, y uno de los cinco condenados a 12 meses de prisión. 

### Secretario general del Partido Comunista de Gran Bretaña
En 1929, el Partido Comunista de Gran Bretaña lo eligió secretario general, puesto en el que se mantuvo, salvo por una pequeña interrupción durante la Segunda Guerra Mundial, hasta 1956, año en que fue nombrado presidente del Partido, cargo que ostentaría durante cuatro años. 
En sus declaraciones públicas, Pollitt fue leal a la Unión Soviética y al secretario general del PCUS, Stalin. Defendió los juicios de Moscú, en los que Stalin liquidó a sus opositores militares y políticos. En el Daily Worker del 12 de marzo de 1936, Pollitt declaró que "los juicios de Moscú representan un nuevo triunfo en la historia del progreso". El artículo estaba ilustrado con una fotografía de Stalin y Nikolái Yezhov que desaparecería poco después a manos de los archiveros del NKVD.

### Punto de vista sobre la Segunda Guerra Mundial
En septiembre de 1939, a pesar del pacto entre Hitler y Stalin, celebró la declaración de guerra británica contra la Alemania Nazi. Cuando esto resultó contrario a la política soviética, como Rajani Palme Dutt, que lo sustituyó en la secretaría general, le había advertido que ocurriría, Pollitt se vio obligado a dimitir.

### Regreso a la secretaría general
En 1941, cuando la Unión Soviética entró en la guerra, Pollitt fue reelegido como secretario general.
Pollitt fue varias veces candidato al Parlamento por la circunscripción de Rhondda East; en 1945 se quedó a menos de mil votos de arrebatarle el escaño al candidato laborista. 
Pollit se enfrentó a otra crisis en 1956, cuando Nikita Jruschov atacó el legado de Stalin. La represión de la Revolución húngara de 1956 agravó la crisis del partido, y la mayoría de sus intelectuales (incluyendo a Doris Lessing y E. P. Thompson) y muchos afiliados de base lo abandonaron. Otros, como el historiador Eric Hobsbawm, optaron por permanecer en él, para intentar reformarlo. Pollitt, deprimido tanto físicamente (sufría de ceguera temporal) como por su creciente aislamiento político, dimitió de la secretaría general y fue nombrado presidente del Partido.
En este cargo, se desilusionó cuando Jruschov reveló los crímenes de Stalin. "Estará ahí mientras yo viva", dijo del retrato de Stalin que colgaba en la pared del salón de su casa.

### Muerte y legado

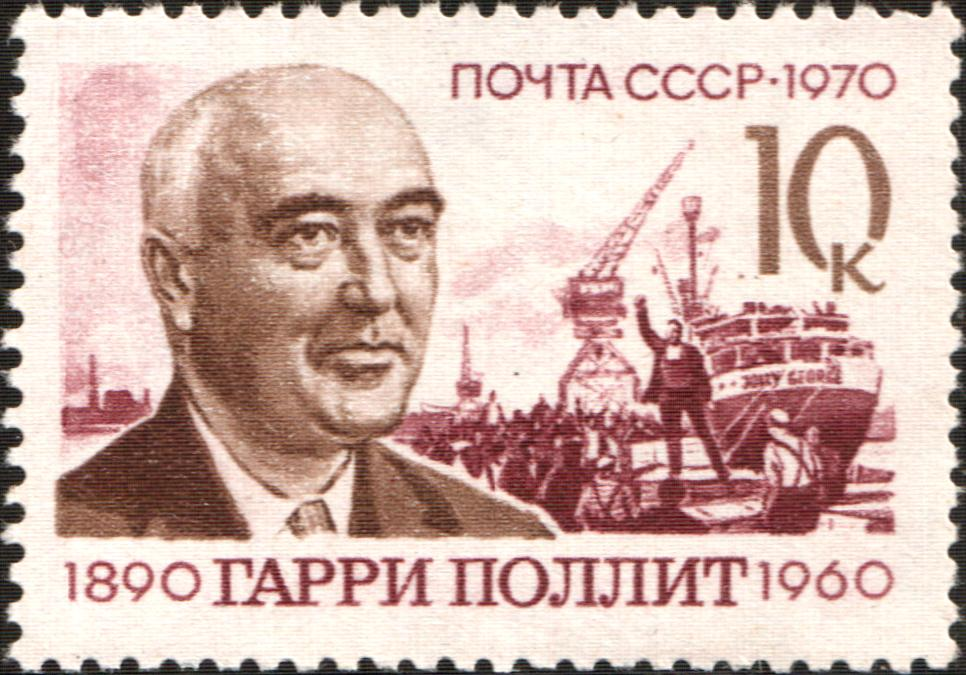
Sello de la Unión Soviética de 1070 conmemorando a Harry Pollitt.

Tras años de mala salud, Harry Pollitt falleció de hemorragia cerebral el 27 de junio de 1960, mientras volvía en barco de una gira de conferencias por Australia. Fue incinerado en Londres el 9 de julio. 
En 1971, la URSS reconoció la devoción de Pollitt por la causa soviética bautizando uno de sus buques de guerra con su nombre. Una placa dedicada a la memoria de Pollitt fue descubierta por el alcalde de Tameside el 22 de marzo de 1995 en la biblioteca de Droylsden.

## Publicaciones de Harry Pollitt
- The Communist Party on Trial: Harry Pollitt's Defence. Londres: Communist Party of Great Britain, n.d. [1925].
- Pollitt's Reply to Citrine. Londres: National Minority Movement, agosto de 1928.
- The Workers' Charter. Londres: National Minority Movement, n.d. [c. 1929].
- Struggle or Starve. Londres: National Minority Movement, n.d. [c. 1931].
- Which Way for the Workers? Harry Pollitt, Communist Party, versus Fenner Brockway, Independent Labour Party, Londres: Communist Party of Great Britain, n.d. [c. 1932].
- Towards Soviet Power. Londres: Communist Party of Great Britain, n.d. [1933].
- Into Action! The Communist Party's Proposals for the National Unity Congress, February, 1934. Londres: Communist Party of Great Britain, n.d. [1934].
- The Way Forward: Harry Pollit's Speech at the Great United Front Congress at Bermondsey, February 24th, 1934 (Opening the Discussion on Main Resolution). Londres: National Congress and March Council, n.d. [1934].
- Labour and War. Londres: Communist Party of Great Britain, n.d. [c. 1935].
- We Can Stop War! Londres: n.p. [Communist Party of Great Britain], n.d. [1935].
- Dynamite in the Dock: Harry Pollitt's Evidence Before the Arms Inquiry Commission. Londres: n.p. [Communist Party of Great Britain], n.d. [1935].
- Harry Pollitt Speaks: A Call to All Workers. Londres: Communist Party of Great Britain, n.d. [1935].
- Unity Against the National Government: Harry Pollitt's Speech at the Seventh Congress of the Communist International. Londres: Communist Party of Great Britain, n.d. [1935].
- The Labour Party and the Communist Party. Londres: Communist Party of Great Britain, n.d. [1935].
- Forward! Londres: Communist Party of Great Britain, n.d. [1936].
- I Accuse Baldwin. Londres: Communist Party of Great Britain, n.d. [1936].
- The Path to Peace. Londres: Communist Party of Great Britain, n.d. [1936].
- Unity, Peace, and Security: Pollitt's Reply to Morrison. Londres: n.p. [Communist Party of Great Britain], n.d. [1936].
- Save Spain from Fascism. Londres: Communist Party of Great Britain, agosto de 1936.
- Spain and the TUC. Londres: Communist Party of Great Britain, Sept. de 1936.
- Arms for Spain. Londres: Communist Party of Great Britain, Oct. de 1936.
- A War Was Stopped! The Story of the Dockers and the 'Jolly George.' Londres: Communist Party of Great Britain, n.d. [1936].
- The Unity Campaign. Con Stafford Cripps (Socialist League) y James Maxton (ILP). Londres: n.p. [Communist Party of Great Britain], enero de 1937.
- The Truth About Trotskyism: Moscow Trial, January 1937. Con R. Palme Dutt. Londres: Communist Party of Great Britain, febrero de 1937.
- Save Peace! Aid Spain. Londres: Communist Party of Great Britain, mayo 1937.
- Salute to the Soviet Union. Londres: Communist Party of Great Britain, Oct. 1937.
- Labour's Way Forward. Londres: Communist Party of Great Britain, Nov. 1937.
- Pollitt Visits Spain. Foreword by J.B.S. Haldane. Londres: International Brigade Wounded and Dependants' Aid Fund, Feb. 1938.
- Austria. Londres: Communist Party of Great Britain, marzo de 1938.
- Czecho-Slovakia and Britain. Londres: Communist Party of Great Britain, mayo de 1938.
- For Unity in London. With Ted Bramley. Londres: Communist Party of Great Britain, n.d. [June 1938].
- Czechoslovakia. Londres: Communist Party of Great Britain, Sept. 1938. Reissued Oct. 1938 as Czechoslovakia Betrayed.
- Defence of the People. Londres: Communist Party of Great Britain, febrero de 1939.
- Spain: What Next? Londres: Communist Party of Great Britain, marzo de 1939.
- Can Conscription Save Peace? Londres: Communist Party of Great Britain, mayo 1939.
- Will It Be War?  Londres: Communist Party of Great Britain, julio de 1939.
- How to Win the War.  Londres: Communist Party of Great Britain, septiembre de 1939.
- The War and the Labour Movement.  Londres: Communist Party of Great Britain, junio de 1940.
- The War and the Workshop: Letters to Bill No. 1.  Londres: Communist Party of Great Britain, julio de 1940.
- What Is Russia Going to Do? Letters to Bill No. 2.  Londres: Communist Party of Great Britain, [julio de 1940].
- Wages — A Policy.  Londres: Communist Party of Great Britain, diciembre de 1940.
- Tom Mann, Born April 15, 1856, Died March 13, 1941: A Tribute by Harry Pollitt.  Londres: Communist Party of Great Britain, n.d. [marzo de 1941].
- Smash Hitler Now!  Londres: Communist Party of Great Britain, n.d. [c. junio de 1941].
- A Call for Arms.  Londres: Communist Party of Great Britain, n.d. [1941].
- Britain's Chance Has Come.  Londres: Communist Party of Great Britain, n.d. [c. Oct. 1941].
- The World in Arms.  Londres: Communist Party of Great Britain, n.d. [1942].
- Into Battle! The Call of May Day 1942.  Londres: Communist Party of Great Britain, abril  de 1942.
- The Way to Win: Decisions of the National Conference of the Communist Party of Great Britain, Mayo 1942.  Londres: Communist Party of Great Britain, n.d. [mayo de 1942].
- Speed the Second Front.  Londres: Communist Party of Great Britain, julio de 1942.
- Deeds — Not Words!"  Londres: Communist Party of Great Britain, octubre de 1942.